# La Plaine (ort i Dominica)
La Plaine är en ort i Dominica.   Den ligger i parishen Saint Patrick, i den södra delen av landet, 15 km öster om huvudstaden Roseau. La Plaine ligger 51 meter över havet och antalet invånare är 1 332. Den ligger på ön Dominica.
Terrängen runt La Plaine är huvudsakligen kuperad, men åt nordväst är den bergig. Havet är nära La Plaine österut.  Närmaste större samhälle är Roseau, 15,2 km väster om La Plaine. 